# ルイス・デルトン・ファンチャー
ルイス・デルトン・ファンチャー（Louis Delton Fancher、1884年12月25日 - 1944年3月2日）は、アメリカ合衆国の画家、イラストレーターである。第一次世界大戦中に制作した軍事ポスターや書籍や雑誌の挿絵などで知られている。

## 略歴
ミネソタ州のミネアポリスで生まれた。アート・スチューデンツ・リーグ・オブ・ニューヨークでハリー・シドンズ・モウブレーやロバート・ヘンライ、ケニオン・コックスに学んだ。主にニューヨークで活動したがサンフランシスコでも活動した。
イラストレーターとして働き、ユーモア作家ゲレット・バージェス（Gelett Burgess）の書籍や 『Scribner's Magazine』、『The American Magazine』、『Woman's Home Companion』、『Collier's』といった雑誌の挿絵を描いた。アールデコのスタイルのポスター作家としても知られ。自動車メーカーのピアース・アローやウィリス＝オーバーランド、パッカード、海運会社のHamburg America Lineや靴メーカー、タバコ会社など、多くの企業の広告ポスターを制作した。

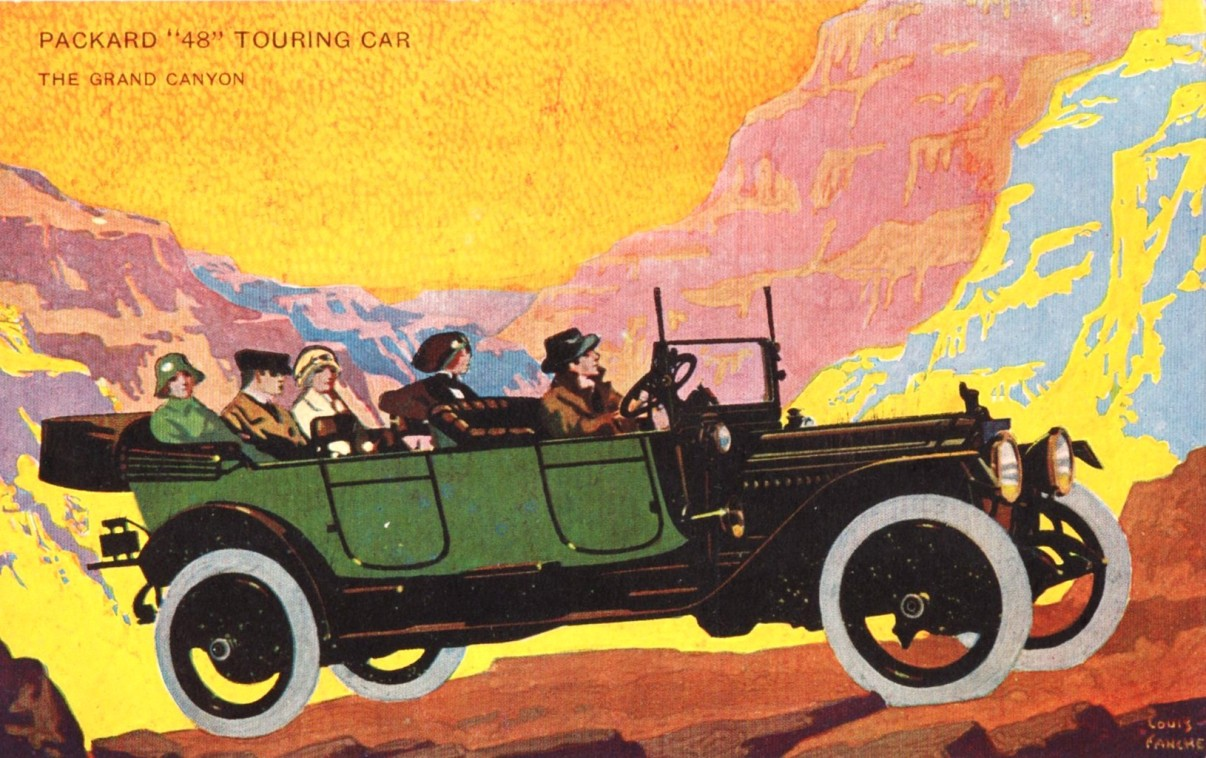
パッカードの宣伝ポスター

第一次世界大戦中は、アメリカ陸軍信号部隊（United States Army Signal Corps）の航空部門の宣伝ポスターを制作し、政府の広報委員会のスタッフとして働きプロパガンダのためのポスターを制作した。

1933年のシカゴ万国博覧会には食料品小売企業「A&P」社の展示でアメリカ合衆国の食料流通をテーマにして大作を制作し展示した 。

## 作品

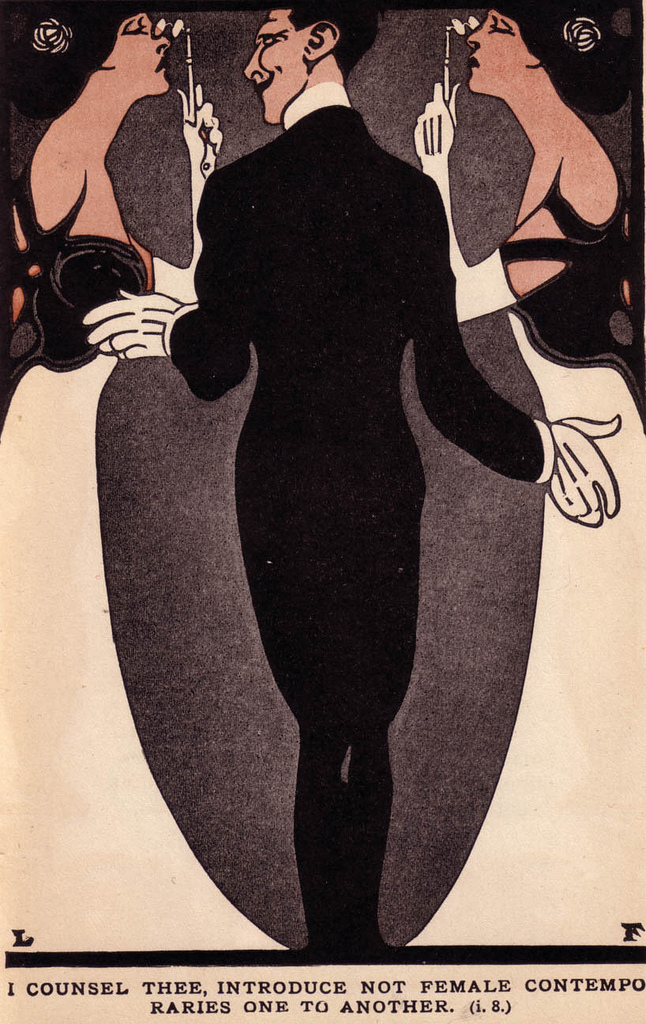
ゲレット・バージェスの書籍の挿絵(1907)
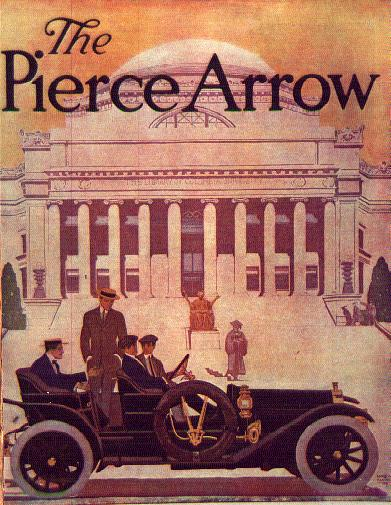
ピアース・アローの宣伝ポスター(1909)
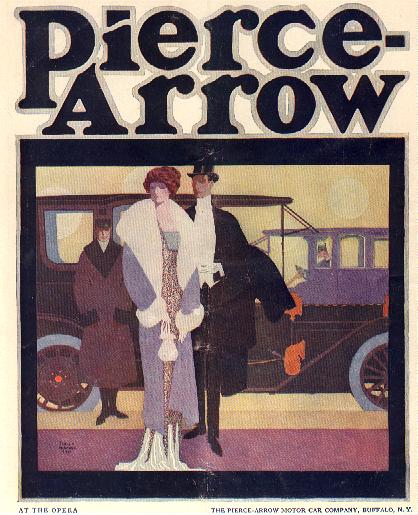
ピアース・アローの宣伝ポスター(1911)
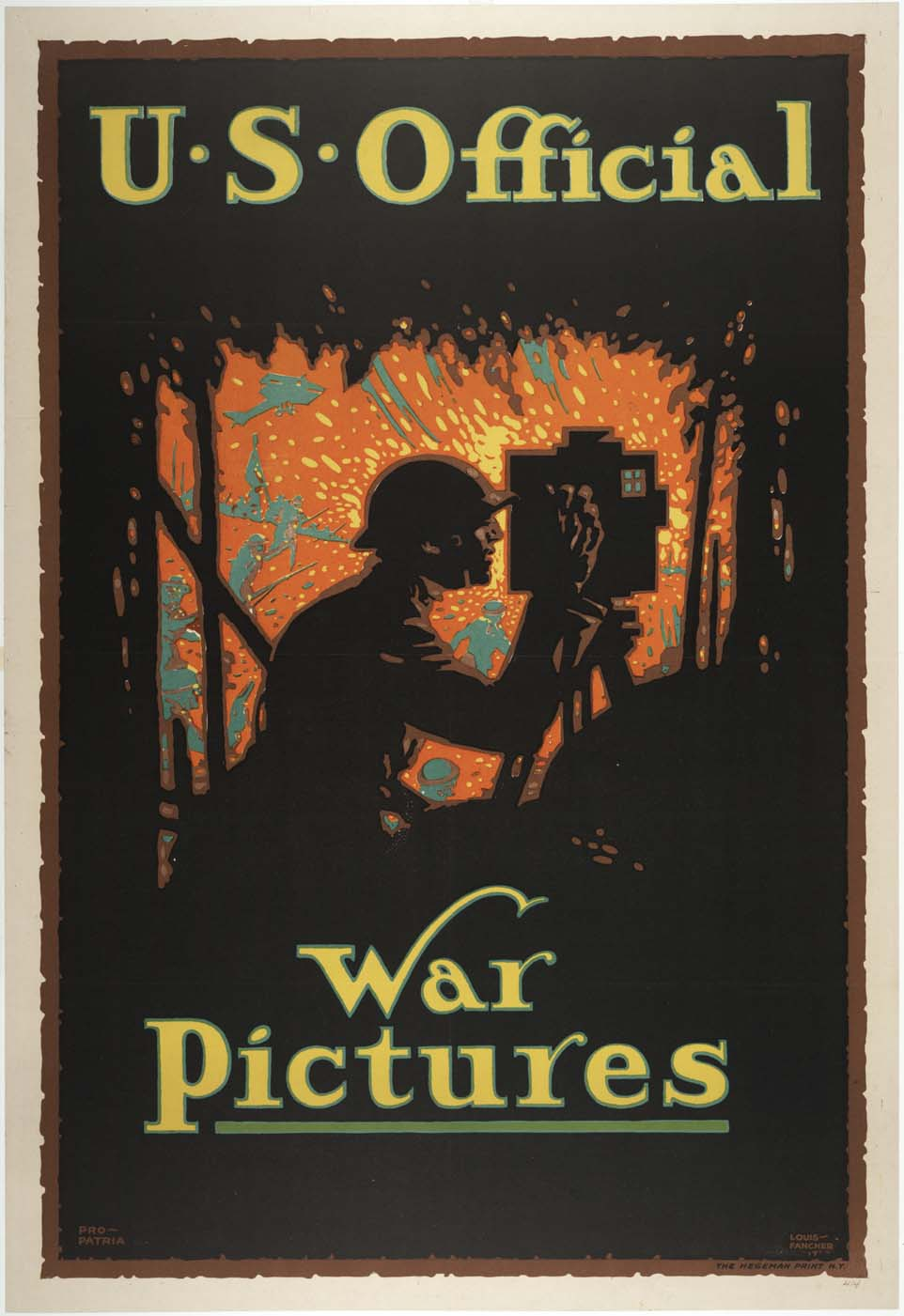
アメリカの公式戦争映画のポスター(1917)
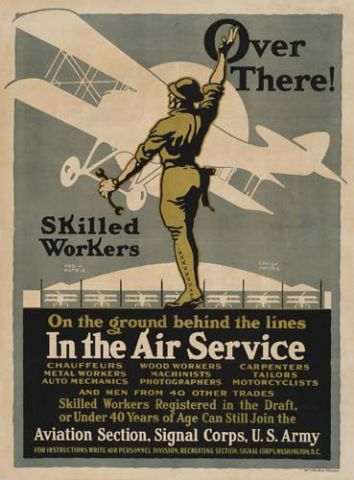
アメリカ陸軍信号部隊の宣伝ポスター
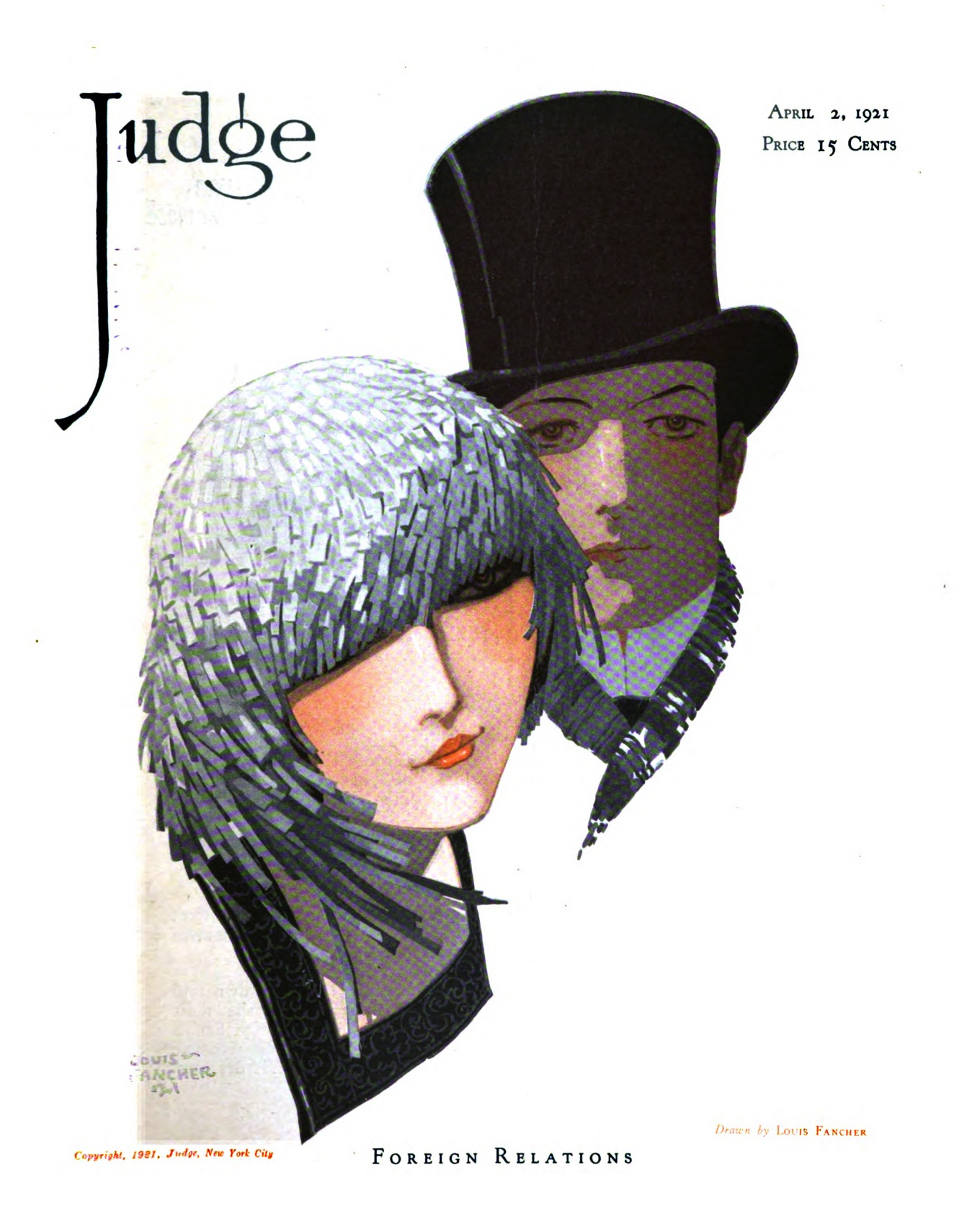
雑誌「Judge」表紙絵(1921)
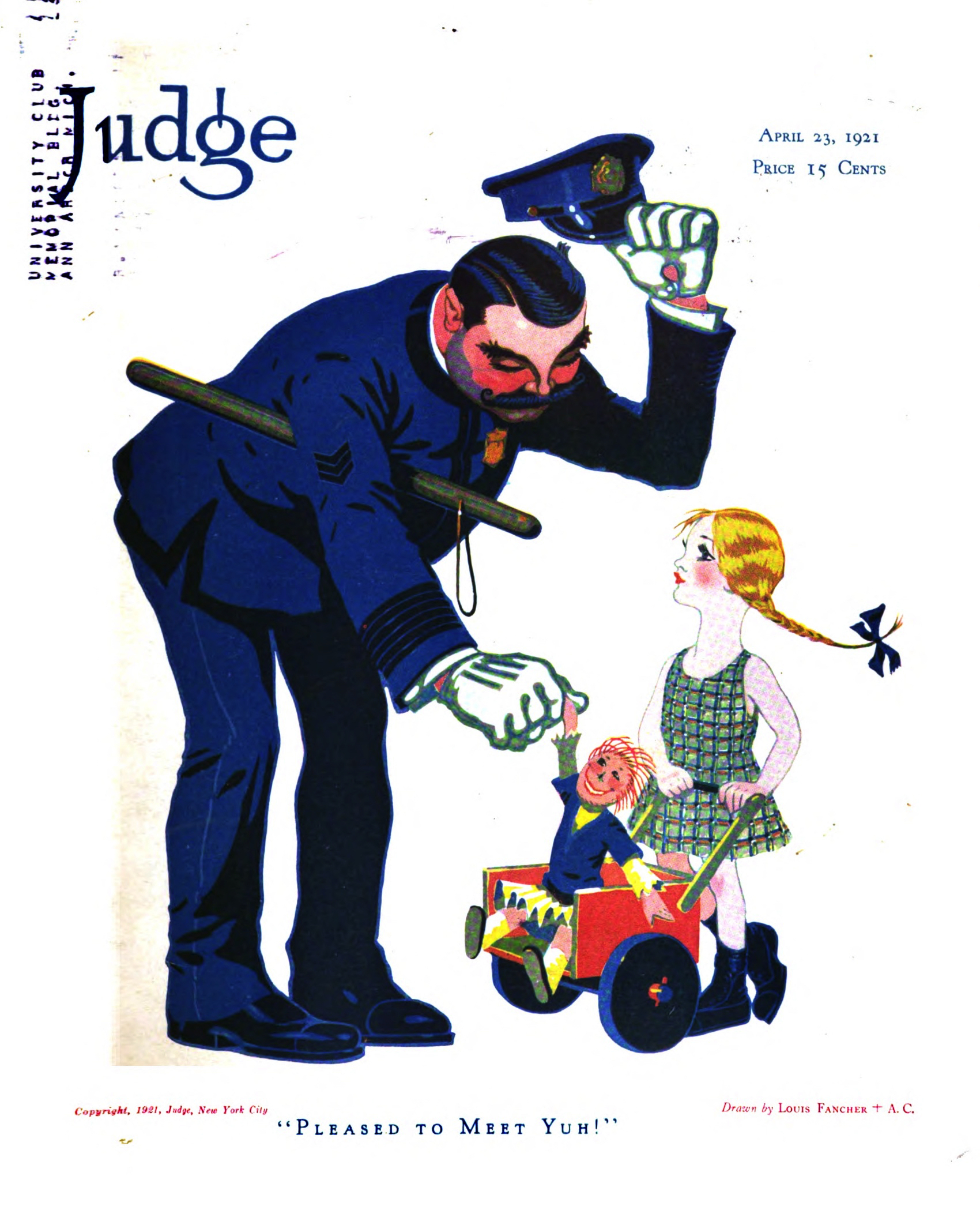
雑誌「Judge」表紙絵(1921)